# Žebelj
Žebèlj je v lesarstvu in strojništvu koničast in oster predmet iz trde kovine, navadno jekla, ki ga uporabljamo za povezovanje dveh (po navadi lesenih) kosov materiala.Izdelani so natančneje iz Thomassovega jekla z natezno trdnostjo 600-800 MPa in mejo plastičnosti pri 90-95 % natezne trdnosti.
So zelo ekonomični, saj lahko z majhno težo veznega sredstva priključimo veliko silo. Obremenjeni so lahko bočno, torej prenašajo strižne sile, ali pa tudi osno, tako da so sposobni prenašati tudi izruvne sile.
V obdelovanec ga zabijemo s kladivom ali z električnim oziroma pnevmatskim orodjem. Žebelj materiale drži skupaj s trenjem. Na vrhu žeblja je glavica - razširjeni del, ki služi lažjemu zabijanju, zaradi nje pa žebelj tudi močneje povezuje material.
Pred korozijo jih lahko zaščitimo z galvanizacijo; pogosto so zaščiteni s cinkom. 
V trgovinah so žeblji naprodaj na enoto mase, nasprotno od vijakov, ki se prodajajo po kosih.

## Zgodovina
Sprva so žeblje ročno kovali. V Sloveniji so bili posebej znani žebljarji iz kraja Kropa na Gorenjskem. Prvi strojno izdelani žeblji, izsekani iz pločevine, so se pojavili konec 18. stoletja v ZDA. Dandanes so jih v običajni uporabi že povsem nadomestili žičniki, drugačni se uporabljajo le v restavratorstvu. Žičniki so izdelani iz žice, kar poceni in poenostavi izdelavo.

## Uporaba
Žeblje največ uporabljajo mizarji, krovci, tapetniki in podobni obrtniki. Glede na namen uporabe poznamo mnogo različnih oblik. Včasih so se uporabljali tudi v čevljarstvu - žeblji so bili zabiti tako, da so gledali iz podplatov nekaterih vrst čevljev, denimo gorniških.